# Тихоновка (Новосибирская область)
Ти́хоновка — деревня в Усть-Таркском районе Новосибирской области. Входит в состав Новоникольского сельсовета.

## География
Площадь деревни — 26 гектаров.

## История
Основана в 1859 году. В 1926 году деревня состояла из 125 хозяйств, основное население — русские. Являлась центром Тихоновского сельсовета Еланского района Омского округа Сибирского края.

## Население
| 2002 | 2007 | 2010 |
| ---- | ---- | ---- |
| 108  | ↘85  | ↘84  |

## Инфраструктура
В деревне по данным на 2007 год функционируют 1 учреждение здравоохранения и 1 учреждение образования.